# Mineral (Virgínia)
Mineral é uma cidade  localizada no estado norte-americano de Virginia, no Condado de Louisa.

## Demografia
Segundo o censo norte-americano de 2000, a sua população era de 424 habitantes.
Em 2006, foi estimada uma população de 467, um aumento de 43 (10.1%).

## Geografia
De acordo com o United States Census Bureau tem uma área de
2,3 km², dos quais 2,3 km² cobertos por terra e 0,0 km² cobertos por água. Mineral localiza-se a aproximadamente 132 m acima do nível do mar.

## Localidades na vizinhança
O diagrama seguinte representa as localidades num raio de 36 km ao redor de Mineral.